# 高山陷脉冬青
高山陷脉冬青（学名：Ilex delavayi var. exalata）为冬青科冬青属下的一个变种。

## 扩展阅读
- 維基物種上的相關：高山陷脉冬青